# Cratere Peleus
Peleus è un cratere sulla superficie di Febe.